# Гельнюв
Гельнюв (пол. Gielniów) — місто в Польщі, у гміні Гельнюв Пшисуського повіту Мазовецького воєводства. Населення — 899 осіб (2011). З 1 січня 2024 року має статус міста.
У 1975-1998 роках село належало до Радомського воєводства.

## Демографія
Демографічна структура станом на 31 березня 2011 року:
|          | Загалом | Допрацездатний вік | Працездатний вік | Постпрацездатний вік |
| -------- | ------- | ------------------ | ---------------- | -------------------- |
| Чоловіки | 443     | 76                 | 314              | 53                   |
| Жінки    | 456     | 92                 | 238              | 126                  |
| Разом    | 899     | 168                | 552              | 179                  |